# Paul Valentino
Pour les articles homonymes, voir Valentino.
Ne pas confondre avec l'acteur et chanteur américain Paul Valentine (1919-2006).
Paul Valentino, né le 9 juin 1902 à Pointe-à-Pitre (Guadeloupe) et mort le 15 mars 1988 dans la même ville, est un homme politique français.

## Biographie
Agent commercial de profession, Paul Valentino est un partisan actif de la fédération socialiste guadeloupéenne. Secrétaire fédéral de la SFIO à partir de 1933, il participe à des  manifestations de la gauche pendant le Front populaire. Il est élu conseiller général le 25 mai 1937 puis maire de Pointe-à-Pitre en 1945.

### Seconde Guerre mondiale
Le 1er juillet 1940, après la défaite de la France, il refuse l'armistice et réunit en session extraordinaire le conseil général qui décide de se rallier au général de Gaulle. Il tente de convaincre le gouverneur Constant Sorin, qui reste fidèle à Vichy. Valentino veut conférer au conseil général les pleins pouvoirs en l'application de la loi Tréveneuc du 15 février 1872, relative au rôle éventuel des conseils généraux dans des circonstances exceptionnelles. Dans son discours il appelle à la résistance et à mourir pour la liberté de la France[réf. nécessaire]. Le gouverneur général Sorin cherche dès lors à l'arrêter.
Le 12 juillet 1940, des incidents entre gendarmes et civils éclatent à Pointe-à-Pitre, à la suite du secours apporté à des républicains espagnols et des Israélites affamés faisant route vers l'Amérique du Sud et en escale sur l'île. Paul Valentino est arrêté et condamné pour outrage et rébellion le 25 juillet 1940. Enfermé à la prison de Pointe-à-Pitre, il est transféré au fort Richepance (ancienne dénomination de l'actuel Fort Delgrès), puis au fort Napoléon. Il est jugé en Martinique devant le tribunal militaire le 21 janvier 1941 pour « atteinte à l'intégrité du territoire national en temps de guerre ». Acquitté, il est arrêté le même jour et enfermé de nouveau au Fort Napoléon. Après une tentative d'évasion, il est envoyé au bagne des îles du Salut en Guyane.
Le 19 mars 1943, la Guyane se révolte contre le pouvoir du régime de Vichy et rallie la France libre. Paul Valentino est libéré. Il refuse le poste de secrétaire général du gouvernement de la Guyane qui lui est proposé[réf. nécessaire] et rentre clandestinement en Guadeloupe avec l'aide des Américains qui veulent rallier la Martinique et la Guadeloupe au général Giraud. Valentino tente d'organiser un soulèvement qui avorte dans la nuit du 3 au 4 juin 1943. Il est contraint de partir se réfugier à la Dominique. Revenu à nouveau en Guadeloupe de manière clandestine, dès le 9 juillet 1943, il organise le soulèvement qui aboutit à l'effondrement du régime de Vichy dans l'île durant les jours qui suivent[réf. nécessaire]. Le conseil général est restauré. Paul Valentino veut dès lors faire du conseil général et de son exécutif l'organe légal du gouvernement de l'île en attendant la Libération définitive de la métropole et s'oppose à Henri Hoppenot, ambassadeur des Forces françaises libres en Amérique, qui rétablit l'ordre colonial ancien.

### Libération et après-guerre
Autour de la Libération de 1945

Le conseil général et le Comité français de libération nationale dirigé par le général de Gaulle l'appellent à siéger à l'Assemblée consultative provisoire d'Alger puis de Paris. En février 1945, il dénoncera au ministre Paul Ramadier la mauvaise gestion du ravitaillement des Antilles françaises. Secrétaire de la fédération socialiste de la Guadeloupe de 1944 à 1946, Valentino est maire de Pointe-à-Pitre en avril 1945 et le restera pendant quatorze ans. Il est réélu conseiller général le 14 octobre 1945. Mais, député, il est surtout présent à Paris où il représente ses camarades insulaires dans la plupart des réunions et congrès nationaux du parti.
Dans la reconstruction

Paul Valentino se présente à la première Assemblée nationale constituante et est élu pour la deuxième circonscription de la Guadeloupe, le 27 octobre 1945. Il intervient en décembre dans le débat sur les accords de Bretton Woods, à propos des francs coloniaux et du commerce avec les Antilles et les autres colonies. Il vote contre la loi de départementalisation des "vieilles colonies" du 19 mars 1946. Il estime qu'il faut tenir compte de l'éloignement de la métropole, des spécificités culturelles et des nécessités particulières des outre-mers et reproche à la loi de constituer un recul en supprimant des compétences spécifiques des anciens conseils généraux, notamment en matière fiscale, douanière et budgétaire. Le 2 juin 1946, Valentino remporte les élections de la deuxième Assemblée constituante par une écrasante victoire. Il s'oppose à la manière dont est mise en place la départementalisation des outre-mers.
Lors des élections à la première assemblée de la IVe République, le 10 novembre 1946, les deux circonscriptions de la Guadeloupe sont unifiées et les trois députés sont élus à la proportionnelle. Valentino est réélu, mais les communistes emportent les deux autres sièges.
Fortement opposé à l'assimilation qui, selon lui, prive les conseils généraux de leurs prérogatives en matière financière et fiscale, il est vivement critiqué par les représentants de l'État, mais son influence en Guadeloupe est très forte. Il conserve la mairie de Pointe-à-Pitre en 1947, mais il est battu lors du renouvellement du conseil général le 2 octobre 1949 par le communiste Amédée Fengarol.
Années 1950

Le 17 juin 1951, la liste de la SFIO conduite par Valentino mène campagne contre deux fronts, contre le parti gaulliste Rassemblement du peuple français, qu'elle qualifie de Rassemblement de la pourriture française, et contre les communistes dont les militants sont qualifiés de traîtres à la patrie. Valentino et ses partisans socialistes affirment qu'ils ont tenté d'éviter à la Guadeloupe les problèmes liés à une assimilation hâtive, mal étudiée et mal adaptée aux conditions de vie locale. Valentino est réélu député. Le 30 août 1954, il appartient au groupe des députés socialistes qui participent au rejet de la Communauté européenne de défense.
La fédération socialiste de la Guadeloupe ne représente pas Valentino pour les élections législatives de 1956, mais il conserve néanmoins son mandat de maire de Pointe-à-Pitre jusqu'en 1959. Représentant la SFIO, il perd les élections législatives de 1958.
Années 1960

La carrière politique de Valentino continue sous la Ve République. Après des défaites en 1961 aux cantonales à Pointe-à-Pitre et en 1962 aux législatives, il redevient député, élu sous l'étiquette Fédération de la gauche démocrate et socialiste (FGDS), en 1967, dans la première circonscription de l'île.

## Détail des fonctions et des mandats
Mandats parlementaires
- 21 octobre 1945 - 10 juin 1946 : député de la Ire Assemblée nationale constituante
- 2 juin 1946 - 27 novembre 1946 : député de la IIe Assemblée nationale constituante
- 10 novembre 1946 - 1er décembre 1955 : député de la Guadeloupe
- 12 mars 1967 - 30 mai 1968 : député de la 1re circonscription de la Guadeloupe

Mandats locaux
- 25 mai 1937 - 30 décembre 1940 : conseiller général du canton de Pointe-à-Pitre
- avril 1945 - 1947 : maire de Pointe-à-Pitre
- 14 octobre 1945 - 2 octobre 1949 : conseiller général du canton de Pointe-à-Pitre
- 1951 - mars 1959 : maire de Pointe-à-Pitre

Fonctions partisanes
- 1944 - 1946 : secrétaire de la fédération socialiste de la Guadeloupe

## Distinctions
- Officier de la Légion d'honneur (1er avril 1983), fait chevalier par un décret du 23 avril 1952 par le général de Gaulle[4].
- Médaille de la Résistance française (3 octobre 1946)[7]